# Edmund Hampden
Sir Edmund Hampden of Beckley († 4. Mai 1471) war ein englischer Ritter.

## Leben
Sir Edmund (auch Edmond) war der zweite Sohn von Sir Edmund Hampden († 1419/20) und Joan, Tochter des Robert Bealknap. Er wurde Gutsherr von Beckley in Oxfordshire und Wingrave in Buckinghamshire.
Er war ein treuer Anhänger des Hauses Lancaster und kämpfte in den Rosenkriegen 1461 bei der Schlacht von Towton.
Sir Edmund floh nach der Niederlage bei Towton zusammen mit Margarete von Anjou ins Exil nach Schottland. Er wurde daraufhin in England geächtet (Bill of Attainder) und verlor dadurch alle seine dortigen Besitzungen.
Im darauffolgenden Jahr kehrte Sir Edmund mit der Armee von Margarete von Anjou zurück und belagerte zusammen mit Sir Robert Whittingham Carlisle Castle.
Sir Edmund war Kammerherr (Chamberlain) bei Edward of Westminster, dem Thronfolger des Hauses Lancaster.
Sir Edmund Hampden of Beckley fiel am 4. Mai 1471 in der Schlacht von Tewkesbury.

## Ehe und Nachkommen
Sir Edmund war verheiratet mit Anne, Witwe des Sir William Moleyns. Mit ihr hatte er mindestens einen Sohn namens William.